# Young Jeezy
Jay Wayne Jenkins (Columbia, Južna Karolina, SAD, 12. listopada 1977.), bolje poznat po svom umjetničkom imenu Young Jeezy je američki reper i tekstopisac. On je član hip hop grupe United Streets Dopeboyz of America (U.S.D.A.) i bivši član grupe Black Mafia Family (BMF). Svoju glazbenu karijeru započeo je 2001. godine pod imenom Lil J kada je objavio svoj prvi nezavisni album Thuggin' Under the Influence (T.U.I.). Svoj drugi nezavisni album Come Shop wit Me objavio je 2003. godine. Godine 2004. pridružio se grupi Boyz n da Hood.
Sljedeće godine objavio je svoj prvi studijski album Let's Get It: Thug Motivation 101. Singl s albuma "Soul Survivor" našao se u top deset na top ljestvici Billboard Hot 100. Odmah sljedeće godine objavio je drugi studijski album The Inspiration, a potom 2008. godine treći album The Recession. Oba albuma dala su nekoliko top singlova. Sljedeće tri godine gostovao je na mnogo pjesama raznih izvođača. Najpoznatije su "Love in This Club" s Usherom i "Hard" s Rihannom. Godine 2011. uslijedio je četvrti studijski album Thug Motivation 103: Hustlerz Ambition koji sadrži pjesmu nominiranu za nagradu Grammy, "Lose My Mind".

## Raniji život
Young Jeezy je rođen kao Jay Wayne Jenkins, 12. listopada 1977. godine u Columbiji, Južnoj Karolini. Dok je bio dijete zajedno s roditeljima se preselio u Atlantu, Georgiju. Zbog rastavljenih roditelja, nadzor nad njim imale su obje obitelji. U jednom dijelu svog života odgajala ga je baka u Hawkinsvilleu, Atlanti. U intervjuu za časopis XXL, svoje djetinjstvo je opisao kao prazno. Godine 1994., proveo je devet mjeseci u akademiji Youth Challenge, vojnom kampu u Fort Stewartu, Georgiji zbog posjedovanja narkotika.

## Glazbena karijera

### Počeci karijere
Young Jeezy je započeo svoju glazbenu karijeru 2001. godine, objavljivanjem prvog nezavisnog albuma Thuggin' Under the Influence (T.U.I.) pod pseudonimom Lil J. Na albumu su gosti Kinky B, Fidank, Shawty Redd, Lil Jon i mnogi drugi. Svoj drugi nezavisni album Come Shop wit Me objavio je 2003. godine kao set od dva CD-a. U svibnju 2004. godine Jazze Phaov menadžer Henry 'Noonie' Lee pokazao je Jeezyjevu demosnimku prijatelju Shakiru Stewartu, dopredsjedniku Def Jam Recordingsa. Stewartu se ta snimka svidjela, te ju je odnio producentu L.A. Reidu koji mu je dao ugovor za Jeezyja. Nakon toga Jeezy je odbio sve ponude ostalih diskografskih kuća, te potpisao ugovor s Def Jamom. Jeezy je iste godine potpisao ugovor i s diskografskom kućom Bad Boy Records i pridružio se grupi Boyz n da Hood, te je zajedno s njima objavio istoimeni album koji je debitirao na poziciji broj 5 na top ljestvici Billboard 200.

### Let's Get It: Thug Motivation 101
Young Jeezy je svoj debitantski studijski album Let's Get It: Thug Motivation 101 objavio 26. srpnja 2005. godine. Album je debitirao na broju 2 na top ljestvici Billboard 200, te je u prvome tjednu album prodan u 172.000 primjeraka. Na albumu se nalazi nekoliko singlova kao što su "And Then What", "Soul Survivor", "Go Crazy" i "My Hood". Sva četiri singla završila su na top ljestvici Billboard Hot 100, a najuspješniji je "Soul Survivor" na kojem gostuje Akon. Singl je na Billboard Hot 100 završio na poziciji broj četiri. Jeezy je gostovao i jednim dijelom napisao Gucci Maneovu pjesmu "Icy". Navodno, Jeezy nikada nije bio plaćen za te usluge. Kasnije je izbila svađa između njih koja je trajala sve do kasne 2010. godine.

### The Inspiration
Svoj drugi debitantski album The Inspiration objavio je 12. prosinca 2006. godine. Album je na top ljestvici Billboard 200 debitirao na poziciji broj jedan, te je u prvom tjednu prodan u 352.000 primjeraka. Album je proizveo tri hit singla "I Luv It", "Go Getta" na kojem gostuje R. Kelly i "Dreamin'" na kojem gostuje Keyshia Cole. Iste godine objavio je dva miksana albuma Can't Ban the Snowman i I Am the Street Dream!. Godine 2007. objavio je album Cold Summer zajedno sa svojom grupom U.S.D.A., te je glumio sebe u videoigri Def Jam: Icon.

### The Recession
Treći studijski album The Recession je objavio 2. rujna 2008. godine. Album je zaradio platinastu certifikaciju u Sjedinjenim Američkim Država, kao i prijašnja dva albuma. S albuma je objavio pet singlova "Put On" na kojem gostuje Kanye West, "Vacation", "Crazy World", "My President" na kojem gostuje Nas i "Who Dat". Najuspješniji singl je "Put On" koji je nominiran i za nagradu Grammy u kategoriji za najbolju rap izvedbu u grupi (Best Rap Performance By a Duo or Group). Sljedeće godine je zajedno s Jay Z-jem nastupao na inauguraciji za predsjednika Baracka Obamu.

### Thug Motivation 103: Hustlerz Ambition
Prije nego što objavio svoj studijski album, objavio je dva miksana albuma The Real Is Back i The Real Is Back 2. Svoj četvrti studijski album Thug Motivation 103: Hustlerz Ambition najavio je još u studenom 2009. godine, a objavio ga je tek u prosincu 2011. godine. Album je u prvom tjednu prodan u 233.000 primjeraka, te je na top ljestvici Billboard 200 debitirao na poziciji broj tri. Album je također zaradio zlatnu certifikaciju u Sjedinjenim Državama. Na albumu se nalazi pet singlova "Lose My Mind" koji je bio nominiran za nagradu Grammy, "Ballin'" na kojem gostuje Lil Wayne, "F.A.M.E." na kojem gostuje T.I., "I Do" na kojem gostuje Jay Z i André 3000, te "Leave You Alone" na kojem gostuje Ne-Yo.

## Privatni život
Young Jeezy je osobni prijatelj repera Yung Joca. Nakon uragana Katrine, Jeezy je otvorio svoju kuću za žrtve uragana da im osigura mjesto za živjeti. U listopadu 2005. godine majka njegovog devetogodišnjeg sina iskoristila je to kao temelj za zahtjev za alimentaciju. Početkom godine je tvrdila da ima male prihode i da nema svoju imovinu.
U ožujku 2005. godine u Miamiju, Floridi, Jeezy je uhićen nakon pucnjave koja se navodno dogodila između njegvoih prijatelja. Kasnije je optužen za posjedovanje vatrenog oružja, ali su tužitelji dva mjeseca kasnije odbacili optužbu jer im je ponestalo dokaza. U rane sate 29. rujna 2007. godine, Jeezy je napravio sudar sa svojim Lamborghinijem u ulici Peachtree ispred Diddyjevog restorana Justin's u Atlanti. Novine Atlanta Journal Constitution objavile su Jeezyjevu tvrdnju da mu je sudar dao veću zahvalnost za život. U lipnju 2008. godine uhićen je zbog vožnje u alkoholiziranom stanju. U travnju 2012. godine izbila je pucnjava na Jeezyjevom koncertu u London Music Hallu u Ontariju, Kanadi.

## Diskografija
Studijski albumi
- Let's Get It: Thug Motivation 101 (2005.)
- The Inspiration (2006.)
- The Recession (2008.)
- Thug Motivation 103: Hustlerz Ambition (2011.)

Nezavisni albumi
- Thuggin' Under the Influence (T.U.I.) (2001.)
- Come Shop wit Me (2003.)

## Filmografija
Filmovi
- Janky Promoters (2009.)[25]

## Nagrade i nominacije
BET Awards
| Godina | Nominirano djelo                                    | Nagrada                                                   | Rezultat   |
| ------ | --------------------------------------------------- | --------------------------------------------------------- | ---------- |
| 2008.  | "I'm So Hood" (DJ Khaled feat. Young Jeezy & drugi) | Najbolja suradnja (Best Collaboration)                    | Nominacija |
| 2009.  | Young Jeezy                                         | Najbolji muški hip-hop izvođač (Best Male Hip-Hop Artist) | Nominacija |
| 2010.  | "Hard" (Rihanna feat. Young Jeezy)                  | Izbor gledatelja (Viewer's Choice Award)                  | Dobitnik   |

BET Hip-Hop Awards
| Godina | Nominirano djelo                                    | Nagrada                                 | Rezultat   |
| ------ | --------------------------------------------------- | --------------------------------------- | ---------- |
| 2006.  | Young Jeezy                                         | MVP godine (Hip-Hop MVP of the Year)    | Nominacija |
| 2006.  | Let's Get It: Thug Motivation 101                   | Album godine (Hip-Hop CD of the Year)   | Nominacija |
| 2008.  | "Put On" (feat. Kanye West)                         | Izbor gledatelja (People's Champ Award) | Nominacija |
| 2008.  | "I'm So Hood" (DJ Khaled feat. Young Jeezy & drugi) | Najbolja suradnja (Best Collaboration)  | Dobitnik   |
| 2008.  | "I'm So Hood" (DJ Khaled feat. Young Jeezy & drugi) | Najbolji spot (Best Hip-Hop Video)      | Nominacija |

Grammy Awards
| Godina | Nominirano djelo                         | Nagrada                                                               | Rezultat   |
| ------ | ---------------------------------------- | --------------------------------------------------------------------- | ---------- |
| 2009.  | "Put On" (feat. Kanye West)              | Najbolja rap izvedba u grupi (Best Rap Performance By a Duo or Group) | Nominacija |
| 2010.  | "Amazing" (Kanye West feat. Young Jeezy) | Najbolja rap izvedba u grupi (Best Rap Performance By a Duo or Group) | Nominacija |
| 2011.  | "Lose My Mind" (Young Jeezy feat. Plies) | Najbolja rap izvedba u grupi (Best Rap Performance By a Duo or Group) | Nominacija |

Ozone Awards
| Godina | Nominirano djelo                                  | Nagrada                                                | Rezultat   |
| ------ | ------------------------------------------------- | ------------------------------------------------------ | ---------- |
| 2007.  | U.S.D.A. (with Slick Pulla & Blood Raw)           | Najbolja grupa (Best Group)                            | Nominacija |
| 2007.  | "Grew Up a Screw Up" (Ludacris feat. Young Jeezy) | Najbolji spot (Best Video)                             | Nominacija |
| 2007.  | "Go Getta" (feat. R. Kelly)                       | Najbolja rap/R&B suradnja (Best Rap/R&B Collaboration) | Nominacija |
| 2007.  | The Inspiration                                   | Najbolji rap album (Best Rap Album)                    | Dobitnik   |
| 2008.  | "Love in This Club" (Usher feat. Young Jeezy)     | Najbolja rap/R&B suradnja (Best Rap/R&B Collaboration) | Dobitnik   |
| 2008.  | Young Jeezy                                       | Najbolji rap izvođač (Best Rap Artist)                 | Nominacija |

## Vanjske poveznice
- Službena stranica
- Young Jeezy na Twitteru
- Young Jeezy na MySpaceu
- Young Jeezy na Internet Movie Databaseu